# ساوت استوک، آکسفوردشر
latitudeساوت استوک، آکسفوردشرlongitudeساوت استوک، آکسفوردشر
ساوت استوک (به انگلیسی: South Stoke) یک روستا و بلوک شهری در بریتانیا است که در آکسفوردشر واقع شده‌است.

## خصوصیات
ساوت استوک ۷٫۶۸ کیلومترمربع مساحت و ۴۵۸ نفر جمعیت دارد.